# Paderno del Grappa
Paderno del Grappa är en ort och var en kommun i provinsen Treviso i regionen Veneto i Italien. Kommunen upphörde den 30 januari 2019 och bildade tillsammans med Crespano del Grappa den nya kommunen Pieve del Grappa. Den tidigare kommunen hade 2 205 invånare (2018).